# Lawrence Aloysius Burke
Lawrence Aloysius Burke (Kingston, 27 ottobre 1932 – 24 gennaio 2010) è stato un arcivescovo cattolico giamaicano.

## Biografia
Lawrence Burke nacque il 27 ottobre 1932 a Kingston, in Giamaica.
Studiò presso il St. George's College di Kingston e fu ordinato prete gesuita il 16 giugno 1964.
Il 17 luglio 1981 papa Giovanni Paolo II lo nominò vescovo dell'allora diocesi di Nassau. Ricevette l'ordinazione episcopale l'11 ottobre 1981 nella cattedrale di San Francesco Saverio a Nassau dall'arcivescovo pro-nunzio apostolico Paul Fouad Naïm Tabet.
Il 10 giugno 1984 fu eretta la missione sui iuris di Turks e Caicos e ne fu nominato primo superiore ecclesiastico, ruolo che mantenne fino alle dimissioni, il 17 ottobre 1998.
Il 22 giugno 1999, a seguito della bolla Ad aptius consulendum di papa Giovanni Paolo II, la diocesi di Nassau fu elevata al rango di arcidiocesi metropolitana, venendo contestualmente egli stesso elevato al rango di arcivescovo.
Fu in seguito trasferito alla sede della natia Kingston il 17 febbraio 2004 e ne fu titolare fino al suo ritiro, il 12 aprile 2008.
Morì il 24 gennaio 2010 all'età di 77 anni.

## Genealogia episcopale e successione apostolica
La genealogia episcopale è:
- Patriarca Youhanna Boutros Bawwab el-Safrawi
- Patriarca Jirjis Rizqallah
- Patriarca Stefano Douayhy
- Patriarca Yaaqoub Boutros Awwad
- Patriarca Semaan Boutros Awwad
- Patriarca Youssef Boutros Estephan
- Patriarca Youhanna Boutros Helou
- Patriarca Youssef Boutros Hobaish
- Patriarca Boulos Boutros Massaad
- Patriarca Elias Boutros Hoayek
- Patriarca Antoun Boutros Arida
- Cardinale Antoine Pierre Khoraiche
- Arcivescovo Paul Fouad Naïm Tabet
- Arcivescovo Lawrence Aloysius Burke, S.I.

La successione apostolica è:
- Arcivescovo Patrick Christopher Pinder (2003)